# Marco Marazzoli
Marco Marazzoli (ur. między 1601 a 1609 w Parmie, zm. 26 stycznia 1662 w Rzymie) – włoski kompozytor.

## Życiorys
Początkowo związany był z katedrą w Parmie, gdzie przyjął święcenia kapłańskie. Od 1626 roku przebywał w Rzymie, gdzie od 1631 roku pełnił służbę na dworze kardynała Antonio Barberiniego. Od 1637 roku był śpiewakiem Kaplicy Sykstyńskiej. W latach 1640–1642 odbył podróż, odwiedzając Ferrarę i Wenecję. W 1643 roku został zatrudniony przez kardynała Jules’a Mazarina i wyjechał do Paryża, gdzie realizował przedstawienia muzyczne na dworze królowej Anny Austriaczki. W 1645 roku wrócił do Rzymu. Związany był z dworem przebywającej od 1656 roku w Wiecznym Mieście królowej szwedzkiej Krystyny.

## Twórczość
Był niezwykle płodnym kompozytorem, pozostawił po sobie prawie 400 kantat i oratoriów. Wspólnie z Virgilio Mazzocchim napisał commedia musicale Il falcone (wyst. Rzym 1637), w 1639 roku przerobioną pod tytułem Chi soffre, speri, uważaną za najstarszą operę komiczną. Ponadto był autorem oper L’amore trionfante dello sdegno lub L’Armida (wyst. Ferrara 1641), Gli amori di Giasone e d’Issifile (wyst. Wenecja 1642, zaginiona), Le pretensioni del Tebro e del Po (wyst. Ferrara 1642), Il capriccio lub Il giudizio della ragione fra la Belta e l’Affetto (wyst. Rzym 1643), Dal male il bene (wspólnie z Antonio Maria Abbatinim, wyst. Rzym 1653), Le armi e gli amori (wyst. Rzym 1656), La vita humana, ovvero Il trionfo della pietà (wyst. Rzym 1656).